# Patentblått V

Strukturformel

Patentblått V är ett mörkt blåaktigt syntetiskt triarylmetanfärgämne som används som livsmedelsfärgämne. Som livsmedelstillsats har det E-nummer E131. Den är natrium- eller kalciumsaltet av [4-(α-(4-dietylaminofenyl)-5-hydroxi-2,4-disulfofenylmetyliden)-2,5-cyklohexadien-1-yliden]dietylammoniumhydroxid. I ren form föreligger ämnet som ett violett pulver.
Det är inte vanligt förekommande, men finns i scotch eggs och vissa gelégodis. Patentblått V är förbjudet som livsmedelsfärgämne i Australien, USA och Norge.
Inom medicinen används patentblått V vid lymfangiografi som ett färgämne vid infärgning av lymfkärlen. Det används också i tabletter som visar dental plack på tänderna.
Det kan orsaka allergiska reaktioner med symtom från klåda och nässelfeber till illamående, lågt blodtryck och i sällsynta fall anafylaktisk chock, det rekommenderas inte för barn.
Som livsmedelsfärgämne har det i Colour Index beteckningen Food Blue 5 (C.I. 42051), men då det också används i syrafärger har det även namnet Acid Blue 3.